# Municipio de Fremont (Dakota del Norte)
El municipio de Fremont (en inglés, Fremont Township) es un municipio del condado de Cavalier, Dakota del Norte, Estados Unidos. Tiene una población estimada, a mediados de 2022, de 43 habitantes.
Abarca una zona exclusivamente rural.

## Geografía
Está ubicado en las coordenadas 48°57′26″N 98°1′36″O / 48.95722, -98.02667. Según la Oficina del Censo de los Estados Unidos, tiene una superficie total de 143.69 km², de la cual 143.51 km² corresponden a tierra firme y 0.18 km² están cubiertos de agua.

## Demografía
Según el censo de 2020, en ese momento había 40 personas residiendo en la zona. La densidad de población era de 0.28 hab./km². La totalidad de los habitantes eran blancos. No había hispanos o latinos viviendo en la región.